# Joachim von Pritzbuer
Joachim von Pritzbuer (* 5. Februar 1665 in Kiewe; † 24. Mai 1719 in Nossentin) war ein mecklenburgischer Edelmann, dänischer Etatsrat, Oberlanddrost des Herzogtums Bremen und der Grafschaft Oldenburg.

## Leben

### Herkunft
Pritzbuer war Angehöriger des mecklenburgischen Adelsgeschlechts von Pritzbuer. Seine Eltern waren der Erbherr auf Grabenitz, Kelle, Walow, Schweez, Liesow und Groß Meinsow, Amtshauptmann auf Wredenhagen, Hofmeister und Erzieher Herzog Gustav Adolfs von Mecklenburg, gräflich oldenburg-delmenhorstscher Hof- und Kanzleirat und herzoglich mecklenburgischer Geheim- und Hofrat, Andreas von Pritzbuer zu Grabenitz (1608–1667), und dessen Gattin Ilsabe von Stralendorff († nach 1680).

### Karriere
Pritzbuer studierte und unternahm anschließend eine umfassende Cavalierstour. Danach wurde er herzoglich mecklenburgischer Kammerjunker und Kanzleirat, ging aber 1695 als Prinzenerzieher des dänischen Prinzen Christian, Sohn des dänischen Königs Christian V., an den dänischen Hof. Als sein Zögling noch im gleichen Jahr auf einer Reise verstarb, verblieb Pritzbuer als Kammerjunker bzw. Hofmeister im Dienst der königlichen Familie. 1705 wurde er Stifthauptmann auf Fünen und Oberlangeland. In dänischen Diensten stieg er auch militärisch in den Rang eines Obristleutnants auf und wurde 1712 mit dem Dannebrogorden ausgezeichnet. Am 25. Juli 1713 wurde er zum königlich-dänischen Oberlanddrost der Grafschaften Oldenburg und Delmenhorst ernannt. In seiner Zeit als Oberlanddrost war er häufig krank und hielt dringend benötigte Mittel zur Instandhaltung und zum Bau von Deichen zurück. Der schlechte Zustand der meisten Deiche sowie die katastrophalen Schäden der Weihnachtsflut 1717 in der Grafschaft liegen somit in seiner Verantwortung und konnten erst ab 1718 unter seinem Nachfolger Christian Thomesen Sehested behoben werden.
1718 bat Pritzbuer aus gesundheitlichen Gründen um seine Entlassung und zog sich auf seine Güter Nossentin und Sparow zurück, wo er bald darauf starb. 1722 verfasste er in lateinischer Sprache ein Buch über den mecklenburgischen Adel, das postum erschien.

## Familie
Pritzbuer vermählte sich mit Charlotte Amalie von Knuth (1678–1732), Erbin von Nossentin, Sant und Sparow, Tochter des Eckhard Christoph von Knuth (1643–1697) und der Søster geb. von Lerche (1658–1723) aus dänischem Adel. Aus der Ehe gingen ein Sohn Christian Wilhelm (1698–1710) und eine Tochter Louise (* 1701; † vor 1749) hervor, die 1719 ihrem Gatten Harbord von Holle (1680–1723) das Gut Nossentin zutrug.
Über die Familie Knuth bestanden verwandtschaftliche Beziehungen zu dem späteren oldenburgischen Oberlanddrosten Adam Levin von Witzleben (1688–1745).

## Werke
- Index consisus familiarum nobilium Ducatus Megalopolitani. Kopenhagen 1722.

Neuauflage nach Bearbeitung durch Christoph Otto von Gamm:
- Mecklenburgische Adelsgeschlechter, A. M. Gundlach, Neustrelitz 1894. Digitalisat